# Gieseler Wand
Die Gieseler Wand (auch Gieselerwand) ist eine bis zu 2020 m ü. NHN hohe Felswand im Nordwestgrat der Höfats in den Allgäuer Alpen. Sie fällt als Grat mit steilen, brüchigen Felswänden nach Nordwesten zur Lugenalpe ab. Ihr höchster Punkt ist ein Nebengipfel der Höfats.
Auf die Gieseler Wand führt kein markierter Weg. Die in der alten Alpenvereinskarte von 1906 eingezeichneten Wege sind schon viele Jahrzehnte verfallen, da die südwestlich unterhalb der Gieseler Wand liegenden Höfatsmähder seit dem Zweiten Weltkrieg nicht mehr bewirtschaftet sind.